# Stemele statelor Mexicului
Urmând o tradiție, care este de origine spaniolă, de a atribui orașelor și regiunilor diferite steme reprezentative, în Mexic toate entitățile federale, incluzând și Districtul Federal (Distrito Federal de México) au fiecare câte o stemă proprie.  Depinzând istoric de multe cauze, unele state, precum Campeche, Veracruz sau Zacatecas, au steme care datează încă din vremea colonială, care fuseseră atribuite de Coroana regală a Spaniei.  Alte state au steme create și/sau realizate după obținerea independenței Mexicului, mai aproape sau mai departe în timp. 

## State federale -- Estados

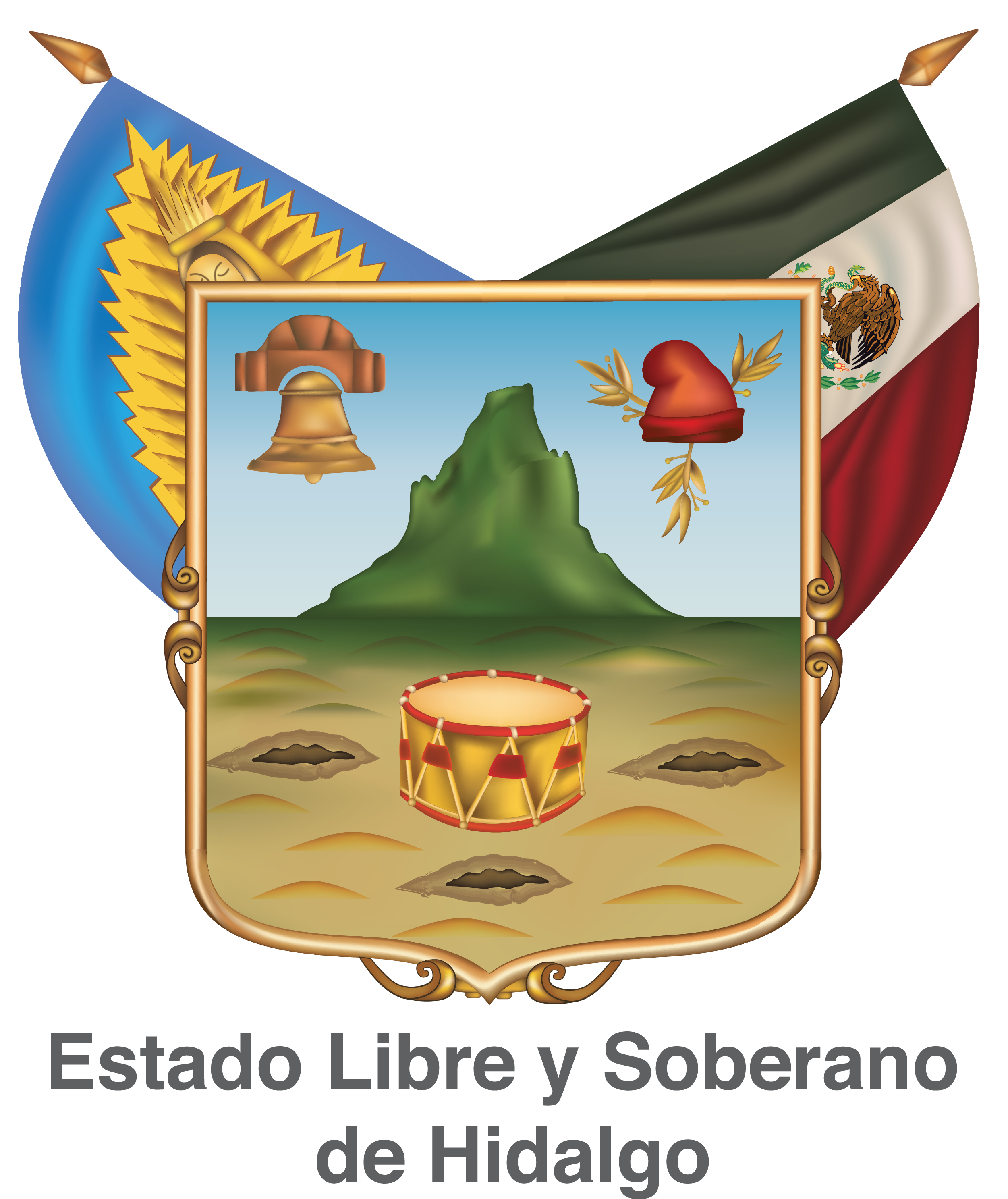